# Doljani (Daruvar)
Doljani je naselje u Republici Hrvatskoj, u sastavu Grada Daruvara, Bjelovarsko-bilogorska županija. Prigradsko je naselje Daruvara.

## Povijest
Doljani su poznati kao poprište krvave bitke 1. rujna 1991. u Domovinskom ratu kojoj je obranjen Daruvar od velikosrpskog agresora. Na doljanskom Kopečku, gdje je bio punkt hrvatske policije, vodila se je odlučna bitka za Daruvar. Vojarna JNA Polom između sela Kip i Doljani bila je bitna u Domovinskom ratu. U skladištu vojarne nalazilo se vrlo brojno naoružanje kojim su se naoružavali pobunjeni Srbi u zapadnoj Slavoniji, a kasnije je nakon prelaska u hrvatske ruke bila bitna u obrani Hrvatske.

## Stanovništvo
Prema popisu stanovništva iz 2001. godine, naselje je imalo 834 stanovnika te 292 obiteljskih kućanstava.
| broj stanovnika | 311   | 486   | 565   | 789   | 863   | 956   | 924   | 941   | 970   | 1016  | 993   | 954   | 1004  | 1003  | 834   | 759   | 650   |
|                 | 1857. | 1869. | 1880. | 1890. | 1900. | 1910. | 1921. | 1931. | 1948. | 1953. | 1961. | 1971. | 1981. | 1991. | 2001. | 2011. | 2021. |